# Idaea fractilinearia
Idaea fractilinearia là một loài bướm đêm trong họ Geometridae.